# Karel Kachyňa
Karel Kachyňa (Vyškov, 1 de maig de 1924 – Praga, 12 de març de 2004) va ser un director de cinema txec. La seva carrera es va desenvolupar durant cinc dècades. Es va casar amb Alena Mihulová. Van tenir una filla, Karolína.
La seva pel·lícula de 1961, Pouta fou seleccionada al 2n Festival Internacional de Cinema de Moscou. La seva pel·lícula de 1986 Smrt krásných srnců fou seleccionada al 15è Festival Internacional de Cinema de Moscou.

## Filmografia

### Llargmetratges
| Any  | Títol                        | Notes             |
| ---- | ---------------------------- | ----------------- |
| 1954 | Dnes večer všechno skončí    |                   |
| 1955 | Ztracená stopa               |                   |
| 1958 | Tenkrát o Vánocích           |                   |
| 1959 | Král Šumavy                  |                   |
| 1960 | Práče                        |                   |
| 1961 | Pouta                        |                   |
| 1962 | Závrať                       |                   |
| 1963 | Naděje                       |                   |
| 1964 | Vysoká zeď                   |                   |
| 1965 | Ať žije republika            |                   |
| 1966 | Kočár do Vídně               |                   |
| 1967 | Noc nevěsty                  |                   |
| 1968 | Vánoce s Alžbětou            |                   |
| 1968 | Naše bláznivá rodina         |                   |
| 1969 | Směšný pán                   |                   |
| 1970 | Už zase skáču přes kaluže    |                   |
| 1970 | Ucho                         | Estrenada el 1990 |
| 1971 | Tajemství velikého vypravěče |                   |
| 1972 | Vlak do stanice Nebe         |                   |
| 1973 | Láska                        |                   |
| 1973 | Horká zima                   |                   |
| 1974 | Pavlínka                     |                   |
| 1974 | Robinsonka                   |                   |
| 1975 | Škaredá dedina               |                   |
| 1976 | Malá mořská víla             |                   |
| 1976 | Smrt mouchy                  |                   |
| 1978 | Čekání na déšť               |                   |
| 1978 | Setkání v červenci           |                   |
| 1979 | Lásky mezi kapkami deště     |                   |
| 1980 | Cukrová bouda                |                   |
| 1981 | Pozor, vizita!               |                   |
| 1983 | Fandy, ó Fandy               |                   |
| 1983 | Sestřičky                    |                   |
| 1985 | Dobré světlo                 |                   |
| 1986 | Smrt krásných srnců          |                   |
| 1987 | Kam, pánové, kam jdete?      |                   |
| 1988 | Oznamuje se láskám vašim     |                   |
| 1989 | Blázni a děvčátka            |                   |
| 1990 | Poslední motýl               |                   |
| 1992 | Kráva                        |                   |
| 1995 | Fany                         |                   |
| 1999 | Hanele                       |                   |

### Televisió
- Cesta byla suchá, místy mokrá (2003)
- Kožené slunce (2002)
- Otec neznámý aneb cesta do hlubin duše výstrojního náčelníka (2001)
- Tři králové (1998) Sèrie de televisió
- Prima sezóna (1994) Sèrie de televisió
- Městem chodí Mikuláš (1992)
- Vlak dětství a naděje (1989) Sèrie de televisió
- Duhová kulička (1985)
- Velký případ malého detektiva a policejního psa Kykyna (1982)
- Počítání oveček (1981)
- Zlatí úhoři (1979)

### Documentals
- Bratři (1975)
- Legenda (1973)
- Four Times About Bulgaria (1958)
- The City Has Its Own Face (1958)
- World Championship of Air Models (1957)
- Crooked Mirror (1956)
- Stará čínská opera (1953)
- Z čínského zápisníku (1953)
- Lidé jednoho srdce (1953)
- Neobyčejná léta (1952)
- They Know What to Do (1950)
- Za život radostný (1950)
- Není stále zamračeno (1949)